# دشلوط
قرية دشلوط : هي إحدى القرى التابعة لمركز ديروط في محافظة أسيوط في جمهورية مصر العربية. حسب إحصاءات سنة 2006، بلغ إجمالي السكان في دشلوط 14019 نسمة، منهم 7015 رجل و7004 امرأة.

خريطة المنطقة